# Mil veinticuatro
El mil veinticuatro (1024) es el número natural que sigue al 1023 y precede al 1025. 

## Propiedades
Es la décima potencia de 2: {\displaystyle 2^{10}}, siendo la menor potencia de dos que requiere cuatro dígitos decimales y la menor potencia de dos que contiene un cero en su representación decimal. Es también un cuadrado perfecto: {\displaystyle 1024=32^{2}}.
El 1024 es además el número natural más pequeño que posee exactamente 11 divisores (sucesión A005179 en OEIS).
Por su valor cercano a mil, es usado en múltiplos de unidades basadas en el sistema binario. Véase prefijo binario, kilobyte y kibibyte.